# Martial Bourgeon
Claude-Martial Bourgeon (né le 24 décembre 1902 à Rans et mort le 27 janvier 1985 à Montmorency) fut en 1944 le premier PDG de l'Agence France-Presse (AFP), dont le bâtiment fut le premier à tomber aux mains d'un groupe de résistants lors de la Libération de Paris.
Dans les années 1930, sous le pseudonyme de Claude Martial, il collabore à l'hebdomadaire Regards, proche du Parti communiste français, ainsi qu'à Messidor, l'hebdomadaire de la CGT. 
Il faisait partie du groupe de résistants journalistes qui prirent part à l'occupation des locaux de l'OFI-AFIP, le 20 août 1944, et diffusèrent la première dépêche, cinq jours avant l'arrivée à Paris de la deuxième division blindée, du général Leclerc. Ancien de l'agence Havas, il est nommé à la tête de l'AFP pour un an en août 1944 et en avril 1945 lui succède François Crucy. Communiste, il n'avait pas la confiance du MRP ni de Pierre-Louis Teitgen, le ministre de l'Information, ce qui expliqua selon lui son renvoi.
Il a en particulier été confronté à ce qui a été appelé « l'affaire Champenois », du nom d'un ancien journaliste d'Havas, correspondant à Moscou de 1937 à 1947 pour Havas puis pour l'AFP, après avoir été entre-temps journaliste à Londres, avec d'autres journalistes de la France libre. Champenois fut ramené à Paris, car l'AFP lui reprochait d'avoir pris fait et cause pour un colonel communiste dans une lettre au quotidien L'Humanité, au sujet d'une mission française qui avait transféré à Moscou des prisonniers alsaciens et lorrains, pour les rapatrier ensuite en France.
Son fils François Bourgeon est un dessinateur de bandes dessinées et scénariste, à qui on doit notamment la série Les Passagers du vent, imaginée en 1980.